# Tratado de Portsmouth (1905)

Negociación del Tratado de Portsmouth (1905) -- de izquierda a derecha: los rusos en el lado alejado de la mesa eran Iván Korostovets, Konstantín Nabókov, Witte, Rosen, Gueorgui Planson; y los japoneses, en el lado próximo Adachi, Ochiai, Komura, Takahira, Sato. La mesa de la conferencia se conserva en el Museo Meiji Mura en la prefectura de Inuyama, Aichi, Japón.

El Tratado de Portsmouth concluyó de modo formal con la guerra ruso-japonesa de 1904-1905. Se firmó el 5 de septiembre de 1905 tras la negociación que se produjo en el Astillero Naval Portsmouth, cerca de Portsmouth (Nuevo Hampshire), en los Estados Unidos.

## Negociaciones
Los delegados que firmaron el acuerdo de paz fueron Serguéi Witte y Roman rozen por el Imperio Ruso, y Komura Jutarō y Takahira Kogorō por el Imperio Japonés. Fiódor Martens y otros diplomáticos de ambos países se alojaron en el Hotel Wentworth en New Castle.
De acuerdo con el tratado, tanto Japón como Rusia se comprometían a evacuar la región de Manchuria y devolver la soberanía sobre dicha zona a China, pero Japón obtenía en "concesión" la península de Liaodong donde se encontraban Port Arthur y Dalian, con derechos de extraterritorialidad, y el gobierno japonés pasaba a controlar el sistema ruso de ferrocarriles en Manchuria meridional, con acceso a importantes recursos estratégicos. Japón además recibía de Rusia la mitad meridional de la isla de Sajalín. La cesión de este territorio cercenaba en la práctica las comunicaciones rusas por mar entre Vladivostok y Kamchatka, mientras que el establecimiento japonés en Liaodong les permitía obtener una base para poder extenderse hacia el norte y cortar las comunicaciones terrestres desde la Rusia europea a Vladivostok.
Aunque Japón obtuvo muchas ventajas del tratado, no fue tanto como la opinión pública japonesa esperaba, ya que la posición inicial japonesa reclamaba la totalidad de Sajalin y sobre todo el pago de una crecida indemnización de guerra pues los gastos de la campaña habían consumido gran parte de los ingresos fiscales nipones. Esta frustración causó los disturbios de Hibiya y provocó la caída del gabinete de Katsura Tarō el 7 de enero de 1906.
El presidente estadounidense Theodore Roosevelt fue mediador en las negociaciones, por lo que obtuvo el Premio Nobel de la Paz en 1906. Ambas partes buscaban la paz; los rusos habían sido derrotados con severas pérdidas y habían perdido todo su poder naval en el océano Pacífico, por su parte los japoneses sufrían importantes dificultades financieras. Las negociaciones se iniciaron en agosto pero ya en julio de 1905, antes del comienzo de las negociaciones los japoneses habían firmado el Acuerdo de Taft-Katsura con los Estados Unidos, por el que acordaban el control japonés sobre Corea a cambio de reconocerse el dominio estadounidense en Filipinas.

## Consecuencias
Además de suponer un paso más en el afianzamiento del control japonés de la zona manchú, el Tratado fue la base de las relaciones entre Japón y la Unión Soviética tras la Revolución de Octubre por exigencia de los japoneses, que reclamaron su aceptación por los soviéticos como requisito para el establecimiento de relaciones diplomáticas, comenzadas el 20 de enero de 1925, a pesar de los intentos rusos de revisarlo.